# Cartennae
Cartennae ou « Cartenna » était un ancien port carthaginois et romain, situé dans l'actuelle ville de Ténès, en Algérie. Sous la domination romaine, il faisait partie de la province de Maurétanie Césarienne,.

## Appellation
Le nom de Cartenna a été transcrit de différentes manières par les Grecs, notamment sous les formes Karténna (grec ancien : Καρτέννα), Kártina (Κάρτινα), Kártinna (Κάρτιννα), et Karténnai (grec ancien : Καρτένναι). Il a généralement été latinisé en Cartennae ou Cartenna, mais apparaît sous la forme Cartinna chez le géographe romain Pomponius Mela.
Ces noms semblent combiner le mot punique désignant la "ville" ((sc)) avec un élément toponymique berbère ((sc)), que l'on retrouve également dans les noms phéniciens de Cirta, Tipasa et Sabratha.
Le nom Cartenna ne dérive pas du fleuve voisin, mais du Cap Ténès tout proche.
La forme plurielle Cartennae semble faire référence à un deuxième établissement berbère situé à 1,5 km en amont.
Officiellement refondée comme colonie romaine, la ville était également connue sous le nom de Colonia Augusti, en l'honneur de son protecteur impérial.

## Histoire

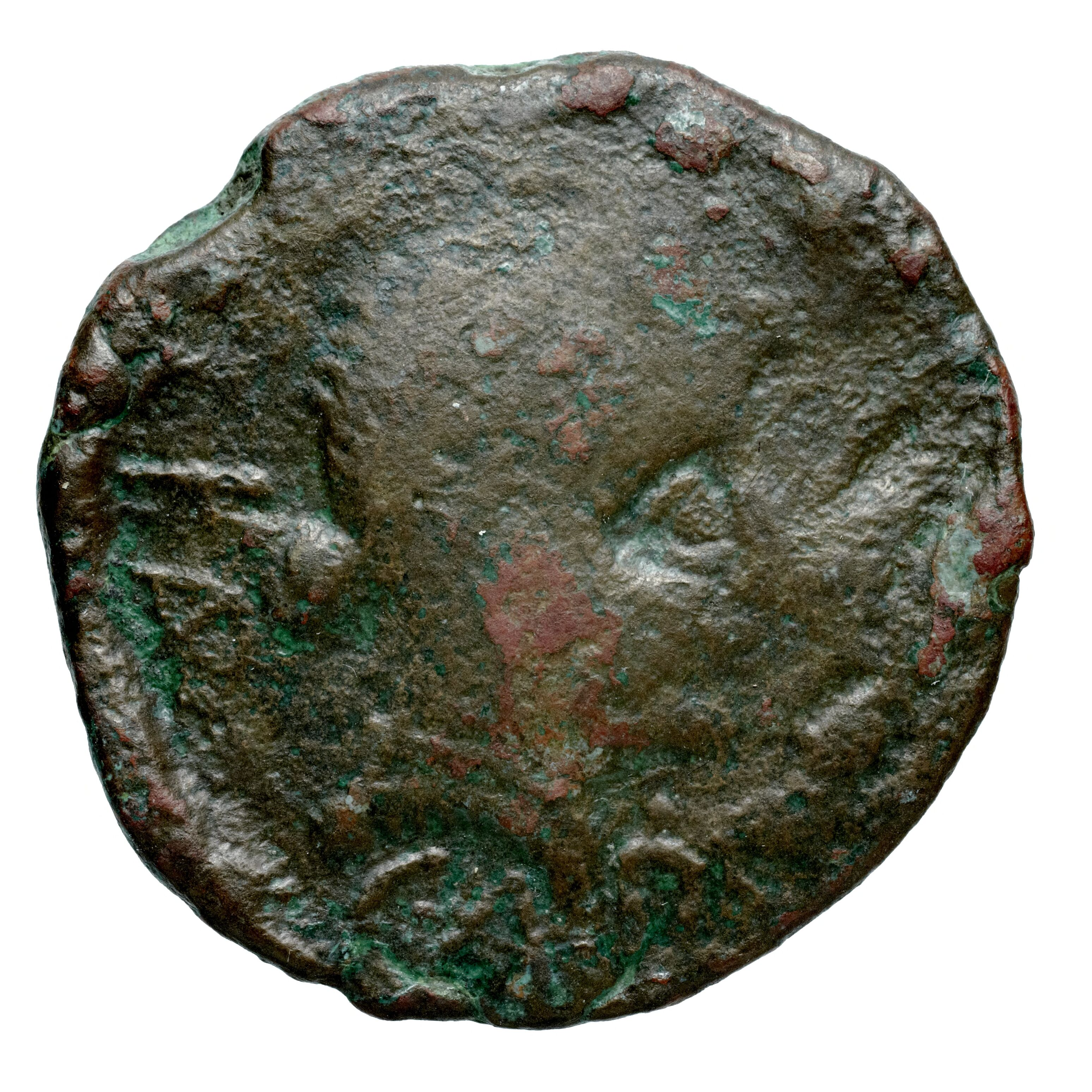
Une pièce de monnaie de Cartenna.

Cartennae fut fondée comme une colonie phénicienne dès le VIIIe siècle. Elle était située à l’embouchure du Wadi Allala (connu dans l'Antiquité classique sous le nom de Cartennus).
La région abrite un remarquable mausolée phénicien. À proximité de l’abattoir, sur la côte ouest en bord de mer, se trouve une vaste nécropole phénicienne. Les sépultures, taillées dans des roches de tailles diverses, occupent une superficie d’environ 5 hectares. Parmi elles, cinq tombes, bien conservées et disposées en un mausolée de forme pyramidale, cohabitent avec une quarantaine d’autres sépultures éparpillées sur les hauteurs du site, toujours creusées dans le roc.
En plus du commerce habituel de l'ivoire, des peaux et du cèdre provenant de l'intérieur des terres, Cartennae abritait apparemment une importante mine de cuivre.
Comme d'autres colonies du bassin occidental de la Méditerranée, Cartennae passa finalement sous le contrôle de Carthage.
Après les guerres puniques, Cartennae passa sous la domination des Romains. En 30 av. J.-C., l’empereur Auguste y établit une colonie de vétérans issus de la deuxième légion d’Auguste, ce qui marqua le début de son essor.
Auguste fonda également plusieurs autres colonies romaines sur la côte de l’actuelle Algérie, notamment Igilgili, Saldae, Tubusuptu, Rusazu, Rusguniae, Aquae Calidae, Zuccabar et Gunugu. Toutes ces colonies étaient militairement reliées à Cartennae et entretenaient avec elle de fortes relations commerciales.
Durant des siècles de domination romaine, Cartennae fut une ville prospère, dotée d’un forum, d’un théâtre, de thermes, d’une bibliothèque et de plusieurs aqueducs. Cependant, elle fut dévastée lors de la révolte de Firmus entre 372 et 375.
Cartennae fut saccagée par les Vandales lors de leur invasion de l'Afrique romaine au Ve siècle. Elle fut probablement reconquise par les Byzantins lors de leur guerre contre les Vandales, mais subit une destruction quasi totale après la conquête musulmane du Maghreb par le califat omeyyade.
L’isolement géographique du site rendit sa recolonisation difficile. La Ténès médiévale fut un nouvel établissement, distinct de l'ancienne Cartennae, situé à environ 3 km plus loin. Il fut fondé au IXe siècle par des immigrants andalous fuyant al-Andalus.

« Ténès aurait été un établissement phénicien avant de devenir un centre important sous l’occupation romaine, sous le nom de Cartenna. Lorsque le maréchal Bugeaud choisit cet emplacement pour établir une colonie française, plusieurs vestiges étaient encore visibles, notamment un monument imposant, des remparts et d’autres ruines. Cependant, il semble qu’il n’en subsiste aujourd’hui que les fondations des remparts sous les murs actuels de la ville et les citernes, désormais utilisées par les Français. Une inscription monumentale, aujourd’hui conservée à Alger, relate que le gouverneur Caius Fulcinius Optatus réussit à défendre la colonie contre une attaque des Baquates (ou Bakoutai en grec ancien), une tribu berbère des montagnes du Dahra, mentionnée par Pline l’Ancien. Cartenna fut également un centre théologique notable dans les querelles qui divisèrent l’Église chrétienne d’Afrique. Rogatus, évêque donatiste de Cartenna, fonda une nouvelle secte modifiant l’hérésie donatiste. Ses partisans furent appelés Rogatistes. Pendant les révoltes de Firmus (vaincu par Théodose en 371) et de Gildon en 396, Rogatus profita du désordre général pour persécuter ses adversaires. Cependant, sa doctrine ne prit pas profondément racine et, sous son successeur Vincentius, elle ne comptait plus que deux évêques africains. Bien que toutes les traces visibles de la présence romaine à Ténès aient été détruites — par les Vandales, selon les Français — une grande partie de l’ancienne nécropole a été révélée après l’effondrement d’une partie de la falaise, probablement causé par un tremblement de terre. Vue depuis un navire, on pouvait distinguer les tombeaux et galeries souterraines qui s’étendaient sur le flanc de la colline. Certains de ces souterrains sont aujourd’hui utilisés par le gouvernement comme magasins et caves. Des squelettes, ainsi que des morceaux de vêtements et des bijoux, y auraient été découverts. Enfin, à l’autre extrémité de la baie, des vestiges de maçonnerie seraient les restes de l’ancien port romain. »

Bien que son nom ait survécu dans l’actuelle Ténès, l’identification précise du site a longtemps été retardée en raison des erreurs contenues dans les sources géographiques antiques sur l’Afrique romaine, notamment celles de Ptolémée et des Itinéraires Antonins. Les distances mentionnées dans ces documents étaient faussées par une mauvaise estimation de la longitude par Ptolémée, ainsi que par l'absence de routes romaines dans la région. En conséquence, les distances étaient souvent approximées par des navigateurs, ce qui entraîna des confusions.
Les Français crurent d’abord que Cartennae se trouvait à Mostaganem, à 50 km à l’ouest. Toutefois, la découverte de stèles funéraires à Ténès permit de corriger cette erreur. Une nécropole a été mise au jour et servait autrefois de parc public.
Après la reddition de Ténès aux Français en 1843, l'ancien site de Cartennae devint le centre de la nouvelle ville coloniale française, fondée en 1847.

## Cartennae et son héritage chrétien
Cartennae fut un évêché chrétien durant l’Antiquité tardive et le haut Moyen Âge. Il fut rétabli au XXe siècle en tant que siège titulaire catholique,.
Parmi les évêques notables de Cartennae :
- Rogatus : Fondateur du Rogatisme, une branche du Donatisme. Son successeur, Vincentius, défendait l’idée que l’Église ne devait pas utiliser la force pour imposer l’orthodoxie. Leurs doctrines ne sont connues qu’à travers les réfutations de Saint Augustin[18],[19],[20].

- Rusticus (418) : Présent lors du débat entre Saint Augustin et le donatiste Emeritus à Césarée de Maurétanie.

- Victor (Ve siècle) : Contemporain de Genséric, auteur de plusieurs ouvrages.

- Lucidus (484) : L'un des évêques catholiques convoqués par Hunéric au concile de Carthage avant d’être exilé[18],[20],[21],[22].

### Sources
- (en) Huss Werner, Brill's New Pauly Encyclopedia of the Ancient World

(Cartennae), Leiden, Brill, 2006.
- (it) Laffi Umberto, Colonie e municipi nello Stato romano, Rome, Ed. di Storia e Letteratura, 2007 (ISBN 978-8884983503).
- (en) Robin C.C., The Cambridge History of Africa, vol. II, Cambridge, 1978, 87–147 p. (ISBN 9780521215923, lire en ligne).
- (en) Lipiński Edward, Itineraria Phoenicia, Peeters Publishers, 2004 (ISBN 978-90-429-1344-8, lire en ligne)
- MacBean Alexander, A Dictionary of Ancient Geography..., London, G. Robinson & T. Cadell, 1773 (lire en ligne).
- Mommsen Theodore, The Provinces of the Roman Empire, London, 1866.
- Playfair Robert Lambert, A Handbook for Travellers in Algeria, London, John Murray, coll. « Murray's Handbooks », 1874 (lire en ligne).
- Sale George, George Psalmanazar, Archibald Bower, George Shelvocke, John Campbell et John Swinton, An Universal History...The History of the Numidians, vol. VII, London, T. Osborne & al, 1744 (lire en ligne).
- Smith Philip, A Dictionary of Greek and Roman Geography..., vol. I, London, John Murray, 1872 (lire en ligne).
- Vereker Charles Smyth, Scenes in the Sunny South..., vol. II, London, Longmans, Green, & Co., 1871 (lire en ligne)
- Yver G., The Encyclopedia of Islam...(Tenes), vol. VIII, Leiden, E.J. Brill, 1927 (ISBN 9004097961, lire en ligne).